# Бездушната
Бездушната (на испански: La desalmada) е мексиканска теленовела, режисирана от Салвадор Гарсини и Фес Нориега и продуцирана от Хосе Алберто Кастро за Телевиса през 2021 г. Версията, разработена от Химена Суарес, е базирана на колумбийската теленовела Дамата от Троя, създадена от Фелипе Фореро, Алехандро Торес и Гидо Хакоме.
В главните роли са Ливия Брито и Хосе Рон, а в отрицателните – Едуардо Сантамарина, Марджори де Соуса, Кимбърли дос Рамос и Даниел Елбитар.

## Сюжет
Фернанда, благородна млада жена, която обича провинцията и животните, се омъжва за любимия си Сантяго, за да започне нов живот в Ичамал, красивия град, в който той живее. Щастието им продължава само в брачната нощ, когато Сантяго е брутално убит от група мъже с качулки. Минути по-късно Фернанда е изнасилена от техния водач, който, след като я оставя тежко ранена, нарежда на един от своите подчинени да я убие. Фернанда оцелява по чудо и е спасена от Луис и Хуана, най-добрите приятели на Сантяго. Фернанда намира убежище в ранчото на баща си Каликсто, който бавно умира, когато вижда страданието на дъщеря си.
Три години по-късно Фернанда се е превърнала в безсърдечна жена, чиято единствена цел е да накара мъжа, който е убил съпруга ѝ и я е изнасилил, да си плати. Единствената следа, с която разполага, е оригинален античен медальон от бик с изтъркани рога, висящ на врата на убиеца и изнасилвач.
Фернанда се връща в Ичамал и открива, че земята, която е принадлежала на нейния съпруг, сега е част от компания за пакетиране на месо.
Фернанда отива при Луис и Хуана, в чиито лица открива приятели и довереници. Фернанда и Хуана се сдружават и откриват ранчо „Нова зора“. В един от живописните панаири на Ичамал Фернанда среща Рафаел, привлекателен мъж, небрежен и самонадеян, но благороден и трудолюбив.
Първите срещи между Рафаел и Фернанда са експлозивни и пълни с битки, но малко по малко и двамата се влюбват. Рафаел крие, че е на крачка от сключването на брак с Исабела, но осъзнавайки, че сърцето му вече принадлежи на Фернанда, той разваля годежа и тръгва на пътешествие с Фернанда, която за първи път след изнасилването отваря сърцето си за любовта.
Скоро Фернанда открива, че бащата на Рафаел, Октавио, е собственик на призрачния бик. Но Октавио е не само най-влиятелният човек в региона, той има и влиятелни приятели, които прикриват присвояването на земите на Сантяго и много други престъпления.
Рафаел, напълно влюбен във Фернанда, настоява да се ожени за нея, но тя отлага сватбата, защото не иска да го нарани. Октавио, след като открива коя е приятелката на Рафаел, се опитва да ги раздели, но единственото нещо, което печели, е силна конфронтация със сина си, когото обожава.
Сесар, измъчван бивш затворник, който също е бил жертва на Октавио, предлага на Фернанда да използва любовта на Рафаел, за да влезе в дома на Октавио и така да намери доказателства, които ще докажат вината му, за да въздаде най-накрая справедливост за Сантяго.
Октавио, от своя страна, започва да бъде обсебен от идеята да направи Фернанда отново своя, но вече завинаги. На нея ѝ е трудно е да сдържа отвращението си, но скоро открива, че е по-добре да не се страхува от него и да управлява чувствата си, за да получи това, което иска от Октавио.
Той се възползва от всеки момент, за да се бъде близо до Фернанда, която с помощта на Сесар открива доказателствата, които са ѝ необходими, за да разобличи Октавио.
Фернанда се озовава пред дилемата да раздаде справедливост и да разобличи бащата на мъжа, когото обича, или да забрави миналото и да бъде щастлива с Рафаел.

## Актьори
- Ливия Брито – Фернанда Линарес
- Хосе Рон – Рафаел Тоскано
- Едуардо Сантамарина – Октавио Тоскано
- Марджори де Соуса – Хулия Торебланка де Гаярдо
- Марлене Фавела – Летисия Лагос де Тоскано
- Кимбърли дос Рамос – Исабела Гаярдо
- Гонсало Гарсия Виванко – Ригоберто Мурийо
- Асела Робинсън – Мартина Фернандес
- Серхио Басаниес – Херман Гаярдо
- Алберто Естрея – Кармело Мурийо
- Франсиско Гаторно – Антонио Естудио
- Лаура Кармине – Анхела Инохоса
- Вероника Хаспеадо – Хуана Дуран
- Алехандра Гарсия – Росалина Сантос
- Хулио Ваядо – Давид Естудио Фернандес
- Габриела Самора – Флор
- Маурисио Абуларах – Хосе
- Габи Меярдо – Клара Очоа
- Гонсало Вега-мл. – Пиеро Васкес
- Сесилия Галиано – Мириам Солер
- Макарена Мигел – Мария Перес
- Карлос Гатика – Габриел Рохас
- Клаудия Арсе – Кандела Бенитес
- Фиона Муньос – Сандра Фуентес
- Ана Мартин – Франсиска Перес
- Раул Араиса – Луис Васкес
- Даниел Елбитар – Сесар Франко
- Хосе Монтини – Комендант Морено
- Яир – Сантяго Рамирес
- Фернандо Роблес – Каликсто Линарес
- Росита Бучот – Чона
- Алфонсо Итуралде – Алберто Исубаки
- Джаки Соуса – Бренда Исубаки
- Моника Айос – Вивиана
- Омеро Феруска – Росендо Футанасио
- Педро Морено – Кайман
- Еспиноса Пас – Себе си

## Премиера
Премиерата на Бездушната е на 5 юли 2021 г. по Las Estrellas. Последният 85. епизод е излъчен на 29 октомври 2021 г.

## Продукция
Теленовелата е представена на 15 октомври 2020 г. по време на представянето на телевизионния сезон 2020 – 21 на Телевиса. Актьорският състав е потвърден на 11 март 2021 г., няколко дни преди началото на записите. Записите на теленовелата започват на 17 март 2021 г., южно от град Мексико; 60% от сцените ще се заснемат в локация, докато 40% – във форум на Телевиса Сан Анхел. За адаптацията на теленовелата отговаря Химена Суарес, допълнителните диалози са написани от Хулиан Агилар, Жанели Лий и Исабел де Сара, литературната редакция е от Фабиола Лопес Нери, а режисурата – от Салвадор Гарсини и Фес Нориега. Потвърдено е, че теленовелата ще съдържа 82 епизода и ще е в стила на класическата теленовела.

## Прием
| Година | Излъчване                    | Брой епизоди | Премиера   | Премиера         | Финал            | Финал            |
| Година | Излъчване                    | Брой епизоди | Дата       | Зрители (в млн.) | Дата             | Зрители (в млн.) |
| ------ | ---------------------------- | ------------ | ---------- | ---------------- | ---------------- | ---------------- |
| 2021   | понеделник-петък 21:30-22:30 | 85           | 5 юли 2021 | 3.0              | 29 октомври 2021 | 5.1              |

## Награди и номинации
TV Adicto Golden Awards 2021
| Категория           | Номинация     | Резултат |
| ------------------- | ------------- | -------- |
| Най-добра адаптация | Химена Суарес | Печели   |